# Средоселци
Средоселци е село в Североизточна България. То се намира в община Исперих, област Разград.

## Културни и природни забележителности
В местността „Чешме кулак“ има могила, която е висока над 20 m и има обиколка от 411 m. В близост до нея в миналото е имало византийски град.
Близо до местността е минавала голяма река. Според една легенда в местността е царувал един владетел, който е бил изключителен скъперник, докато не загубва своята най-обичана дъщеря именно в тази река. Скръбта му е била толкова голяма, че е наредил да се събере цялата вълна от страната с цел да се пресуши реката. Така и станало. Реката била пресушена, но хората са останали без вода и загинали. Доказателство за безводието са и около 120 те пресъхнали кладенци в сравнително малкия район.